# Butler (Georgie)
Butler je město v Taylor County, v Georgii, ve Spojených státech amerických. V roce 2011 žilo ve městě 1976 obyvatel.

## Demografie
Podle sčítání lidí v roce 2009 žilo ve městě 1775 obyvatel, 722 domácností a 488 rodin. V roce 2011 žilo ve městě 845 mužů (42,8%), a 1131 žen (57,2%). Průměrný věk obyvatele je 36 let.